# Eckart Wörtz
Eckart Wörtz (* 1969 in Waiblingen) ist ein deutscher Historiker.

## Leben
Er studierte Politikwissenschaft, Islamwissenschaft und wirtschaftliche Staatswissenschaft an der Universität Erlangen-Nürnberg (1990–1995); DAAD Stipendiat am Institut Français d’Études Arabes de Damas und der Universität Damaskus (1993–1994); Studium an der FU Berlin (1995–1996); Promotion in Erlangen-Nürnberg, DFG Stipendiat (1999). Von 2000 bis 2006 arbeitete er für Banken in Frankfurt am Main, Mainz und Dubai im Aktien- und Rentenhandel. Von 2006 bis 2010 war er Director of Economic Studies am Gulf Research Center (GRC). Von 2009 bis 2012 war er Visiting Research Fellow an der Princeton University. Von 2016 bis 2018 war er Scientific Advisor to the Kuwait Chair at Sciences Po. 2014 war er KSP Visiting Professor an der Paris School of International Affairs. Von 2012 bis 2019 war er Senior Research Fellow am Barcelona Centre for International Affairs (Lehraufträge am Institut Barcelona d’Estudis Internacionals, der American University of Beirut (AUB) und dem Policy Center of the New South in Rabat). Seit 2019 ist er Professor für Zeitgeschichte und Politik des Nahen Ostens an der Universität Hamburg und Direktor des GIGA-Instituts für Nahost-Studien.

## Schriften (Auswahl)
- Die Krise der Arbeitsgesellschaft als Krise von Gewerkschaften. Die unabhängige Gewerkschaftsbewegung in Ägypten. Erlangen-Nürnberg 1999, OCLC 924231561.
- Oil for food. The global food crisis and the Middle East. Oxford 2013, ISBN 978-0-19-872939-6.
- als Herausgeber mit Martin Keulertz: The water-energy-food nexus in the Middle East and North Africa. Milton Park 2016, ISBN 1-138-67422-2.
- als Herausgeber: Reconfiguration of the global South. Africa, Latin America in the Asian century. London 2017, ISBN 978-1-85743-863-5.